# Jaderná elektrárna V. C. Summer
Jaderná elektrárna V. C. Summer (anglicky V. C. Summer Nuclear Power Plant) je provozní jaderná elektrárna ve Spojených státech. Nachází se ve státě Jižní Karolína ve Fairfield County, 32 kilometrů severozápadně od města Columbia. Elektrárna je vlastněna a provozována společností Dominion Energy. Je zde provozován jeden tlakovodní reaktor Westinghouse chlazený vodní nádrží Monticello. Elektrárna je pojmenována po Virgilu Cliftonovi Summerovi.
Elektrárna se stala známou poté, co kvůli výstavbě tamních nových reaktorů AP1000 požádala společnost Westinghouse Electric v roce 2017 o bankrot. Reaktory měly být uvedeny do provozu v roce 2020, ale zůstávají nedokončené, ačkoliv v roce 2024 byla nadnesena otázka možnosti dokončení reaktorů a provedena prověrka stavu uskladněného vybavení.

## Historie a technické informace

### Blok 1
První blok elektrárny provozuje třísmyčkový tlakovodní reaktor Westinghouse M312. Výška aktivní zóny reaktoru je 12 stop. Vzhledem k tomu, že systém má tři smyčky, odpovídá tomu i počet parogenerátorů, které jsou také tři. Výstavba byla zahájena 21. března 1973. Do sítě byl blok přifázován 16. listopadu 1982 a komerční provoz byl zahájen 1. ledna 1984. Hrubý výkon dosahuje 1006 MW a čistý, který je odesílán do sítě je 973 MW.
V srpnu 2023 společnost Dominion Energy požádala o další 20leté prodloužení licence pro blok 1 z roku 2042 do 2062, které od října 2023 zvažuje NRC. Toto bylo potvrzeno v červenci 2025. Provoz bloku je zajištěn do roku 2062.

### Bloky 2 a 3
Dne 27. března 2008 společnost South Carolina Electric & Gas požádala Nuclear Regulatory Commission (NRC) o licenci na kombinovanou výstavbu a provoz na výstavbu dvou tlakovodních reaktorů AP1000 o výkonu zhruba 1100 MW v lokalitě elektrárny V. C. Summer. Dne 27. května 2008 oznámily společnosti SCE&G a Santee Cooper uzavření smlouvy na výstavbu dvou reaktorů se společností Westinghouse. Náklady byly odhadnuty na přibližně 9,8 miliardy dolarů za obě jednotky AP1000.
V březnu 2012 NRC schválilo stavební povolení dvou navrhovaných reaktorů v elektrárně. Stejně jako v případě schválení licence pro elektrárnu Vogtle, předseda NRC Gregory Jaczko odevzdal jediný nesouhlasný hlas, když řekl: „Stále věřím, že bychom měli vyžadovat, aby všechna bezpečnostní vylepšení související s Fukušimou byla implementována před zahájením provozu těchto nových reaktorů“. Tehdy se předpokládalo, že by reaktory měly být v provozu v letech 2017 a 2018.
Výstavba 2. bloku byla oficiálně zahájena 9. března 2013 betonáží základů. Umístění prvního betonu bylo dokončeno 11. března 2013. Blok 2 byl prvním reaktorem, který se začal stavět v USA po 30 letech. První beton pro blok 3 byl nalit 4. listopadu 2013.
V říjnu 2014 bylo oznámeno zpoždění nejméně jednoho roku a dodatečné náklady ve výši 1,2 miliardy dolarů. Z velké části kvůli zpoždění ve výrobě. Očekávalo se, že druhý blok bude v podstatě dokončen koncem roku 2018 nebo začátkem roku 2019, blok 3 přibližně o rok později.
Dne 23. července 2015 dosáhl druhý blok milníku úspěšným umístěním modulu CA-01, jednoho z největších, nejtěžších a nejkomplikovanějších modulů v rámci jaderného ostrova, označovaného také jako supermodul, protože byl tak velké, že od výrobce musely být expedovány obrovské submoduly a konečná montáž byla dokončena na místě. Modul váží 1200 tun.
Začátkem roku 2017 společnost Westinghouse Electric Company revidovala data spuštění na duben 2020 a prosinec 2020. V březnu 2017 společnost Westinghouse Electric Company vyhlásila bankrot kvůli ztrátám ve výši 9 miliard dolarů kvůli výstavbě elektráren Vogtle a V. C. Summer. Původně bylo plánováno dokončit alespoň blok 2, ale projekt zanikl když když představenstvo menšinového partnera Santee Cooper odhlasovalo zastavení veškeré výstavby.
Dne 31. července 2017, po rozsáhlém přezkoumání nákladů na výstavbu bloků 2 a 3, se South Carolina Electric and Gas rozhodla zastavit výstavbu reaktorů.
Na konci roku 2024 úředníci ze společností Santee Cooper, Dominion Energy a velcí odběratelé energie, jako je Google, Nucor Steel, Century Aluminium a další začali sestavovat rámec, ve kterém mohou podniky v soukromém sektoru podávat nabídky na dostavbu dvou nedokončených jaderných reaktorů. Vzhledem k tomu, že ochota velkých odběratelů energie zkoumat inovativní způsoby, jak uspokojit své energetické požadavky, dostupnost nových federálních pobídek na pomoc s výstavbou jaderných projektů, úspěšné dokončení jaderných reaktorů AP1000 a okamžitá dostupnost dokončených technických výkresů a zprávy o stavu zařízení na místě v blocích 2 a 3 naznačují, že dokončení jednoho nebo obou těchto bloků může být nyní proveditelné a žádost o návrh by byla způsobem, jak identifikovat a posoudit zdroje vážného zájmu o soukromý sektor dokončit jednu nebo obě tyto reaktorové jednotky nebo prozkoumat jiné řešení.

### Okolní obyvatelstvo
NRC definuje dvě zóny havarijního plánování kolem jaderných elektráren. První o poloměru 16 kilometrů, která se týká především vystavení radioaktivní kontaminace vzduchu a poté druhou o poloměru 80 kilometrů, jež se zabývá kontaminací potravin a vody.
Podle studie NRC zveřejněné v srpnu 2010 byl odhad každoročního rizika zemětřesení dostatečně silného na to, aby způsobilo poškození aktivní zóny reaktoru 1 ku 26 316.

## Informace o reaktorech
| Reaktor        | Typ reaktoru      | Výkon   | Výkon   | Zahájení výstavby | Připojení k síti                         | Uvedení do provozu                       | Uzavření |
| Reaktor        | Typ reaktoru      | Čistý   | Hrubý   | Zahájení výstavby | Připojení k síti                         | Uvedení do provozu                       | Uzavření |
| -------------- | ----------------- | ------- | ------- | ----------------- | ---------------------------------------- | ---------------------------------------- | -------- |
| V. C. Summer-1 | Westinghouse M312 | 973 MW  | 1006 MW | 21. 3. 1973       | 16. 11. 1982                             | 1. 1. 1984                               |          |
| V. C. Summer-2 | AP1000            | 1117 MW | 1250 MW | 9. 3. 2013        | výstavba zastavena dne 31. července 2017 | výstavba zastavena dne 31. července 2017 |          |
| V. C. Summer-3 | AP1000            | 1117 MW | 1250 MW | 2. 11. 2013       | výstavba zastavena dne 31. července 2017 | výstavba zastavena dne 31. července 2017 |          |